# Čchen Ting
Čchen Ting (čínsky pchin-jinem Chén Dìng, znaky zjednodušené 陈定; * 5. srpna 1992) je čínský atlet, specializující se na sportovní chůzi, olympijský vítěz z roku 2012.
Jeho prvním mezinárodním úspěchem byla stříbrná medaile v chůzi na 20 kilometrů na mistrovství světa juniorů v roce 2008. Ve stejném roce vytvořil časem 39:47,2 světový rekord v chůzi na 10 kilometrů v kategorii juniorů do 17 let.
V roce 2012 zvítězil na olympiádě v Londýně v závodu v chůzi na 20 kilometrů v novém olympijském rekordu 1:18:46.
Na světovém šampionátu v Moskvě v roce 2013 došel do cíle závodu na 20 kilometrů druhý. Po diskvalifikaci Rusa Ivanova v roce 2019 se posunul na první místo a získal zlatou medaili.